# Romeo Castelen
Romeo Castelen (*Paramaribo, Surinam, 3 de mayo de 1983), futbolista neerlandés naturalizado. Juega de extremo. Su primer equipo fue ADO Den Haag.
Durante el mes de mayo de 2012, estuvo a prueba en el RCD Espanyol de Barcelona llegando a jugar un partido amistoso contar el Al Ahly egipcio, llegando incluso a macar en dicho encuentro.
En febrero de 2013 el extremo derecho, libre de todo compromiso desde su salida del Hamburgo en verano de 2012, se convierte en refuerzo del Volga Nizhni Nóvgorod, 13.º clasificado del Campeonato ruso.

## Selección nacional
Ha sido internacional con la Selección de fútbol de los Países Bajos, ha jugado 10 partidos internacionales y ha anotado 1 solo gol.

## Clubes
| Club                              | País         | Año       |
| --------------------------------- | ------------ | --------- |
| ADO Den Haag                      | Países Bajos | 2000-2004 |
| Feyenoord                         | Países Bajos | 2004-2007 |
| Hamburgo SV                       | Alemania     | 2007-2012 |
| Fútbol Club Volga Nizhni Nóvgorod | Rusia        | 2012-2013 |
| RKC Waalwijk                      | Países Bajos | 2013-2014 |
| Western Sydney Wanderers FC       | Australia    | 2014-2016 |